# Carinodula
Carinodula – rodzaj chrząszczy z rodziny biedronkowatych i podrodziny Microweiseinae. Obejmuje dwa opisane gatunki.

## Taksonomia
Rodzaj i gatunek typowy opisane zostały po raz pierwszy w 1989 roku przez Roberta Gordona, Jamesa Pakaluka i Stanisława Adama Ślipińskiego. Kolejny gatunek opisany został w 2015 roku przez Hannę M. Bares i Michaela A. Iviego. Do rodzaju zalicza się więc dwa opisane gatunki:
- Carinodula campbelli Gordon, Pakaluk et Ślipiński, 1989
- Carinodula chiapanensis Bares et Ivie, 2015

Z analizy filogenetycznej przeprowadzonej w 2020 roku przez Karola Szawaryna, Jaroslava Větrovca i Wiolettę Tomaszewską wynika zajmowanie przez Carinodula pozycji bazalnej w obrębie Carinodulini, a więc siostrzanej względem kladu obejmującego rodzaje Carinodulina, Ruthmuelleria i Carinodulinka.

## Morfologia
Chrząszcze o wydłużonym, spłaszczonym ciele długości od 1,3 do 1,54 mm, około dwukrotnie dłuższym niż szerokim.  Ubarwienie mają żółtawobrązowe do jasnobrązowego z jaśniejszymi czułkami i odnóżami. Wierzch ciała porośnięty jest jednorodnymi, długimi, jasnymi włoskami.
Głowa jest poprzeczna, podgięta, odsłonięta. Tentorium ma rozbieżne gałęzie tylne i pozbawione jest corpotentorium. Czułki umieszczone są przed oczami, zbudowane z jedenastu członów, z których te pierwszego do trzeciego są podłużne, ósmy i dziewiąty szersze niż dłuższe, a dwa ostatnie formują wyraźną buławkę. Frontoklipeus jest wokół panewek czułkowych płytko wykrojony, po bokach obrzeżony. Bruzdy podczułkowe są krótkie. Oczy zbudowane są z od 17 do 29 dużych omatidiów. Poprzeczna warga górna ma zredukowane tormae. Żuwaczki mają dwuzębne wierzchołki, wąskie i zaostrzone części molarne ze słabo wykształconym ząbkiem przednasadowym oraz zredukowane prosteki. Głaszczki szczękowe osiągają połowę długości czułków, drugi człon mają wydłużony, a czwarty podługowato-owalny, nożowaty. Warga dolna ma prostokątną, tak szeroką jak podbródek bródkę oraz krótszy od głaszczków wargowych języczek. Głaszczki wargowe budują trzy człony, z których pierwszy jest krótki, drugi długi i walcowaty, a ostatni krótszy od poprzedniego. Wydłużona gula wydzielona jest słabo zaznaczonymi szwami gularnymi.
Przedplecze jest poprzeczne, pozbawione dołków, o tępo ząbkowanych krawędziach bocznych i z żeberkami sublateralnymi ciągnącymi się od przedniej do tylnej krawędzi. Tarczka ma formę poprzecznego trójkąta. Pokrywy mają rozpłaszczone krawędzie boczne i ukośne, szerokie, ku tyłowi zwężone, dochodzące do połowy długości odwłoka epipleury. Skrzydła tylnej pary są całkowicie zanikłe. Płaskie przedpiersie ma wąski wyrostek międzybiodrowy o zaokrąglonym wierzchołku. Poprzeczne zapiersie ma zaokrąglone linie udowe. Odnóża mają smukłe uda i golenie oraz pozornie trójczłonowe stopy.
Odwłok ma sześć widocznych na spodzie sternitów (wentrytów), z których pierwszy jest dłuższy niż trzy następne razem wzięte i zaopatrzony w V-kształtne lub ścięte z tyłu linie udowe. Samiec ma edeagus o niesymetrycznym tegmenie, bardzo długim, cienkim i poskręcanym prąciu oraz pozbawiony paramer. Samica ma L-kształtną spermatekę z bulwiastym gruczołem dodatkowym i bez infundibulum oraz trójkątne pokładełko z wydłużonymi, walcowatymi gonostylikami.

## Rozprzestrzenienie
Przedstawiciele rodzaju znani są z południowego Meksyku, gdzie zamieszkują pasmo Sierra Madre de Chiapas oraz środkową część Los Altos de Chiapas.